# Segundo Gobierno Conte
El segundo Gobierno Conte fue el 66.º gabinete de la República Italiana y el segundo gobierno dirigido por Giuseppe Conte. El gobierno prestó juramento el 5 de septiembre de 2019.
El gobierno fue apoyado por el anti-establishment Movimiento 5 Estrellas (M5S) y el centroizquierdista Partido Democrático (PD), junto con el grupo parlamentario de izquierda Libres e Iguales (LeU) y, desde el 17 de septiembre, el partido centrista Italia Viva (IV), que se escindió del PD ese día. Se ha hecho referencia al gobierno como el "gobierno amarillo-rojo" (Governno Giallorosso), basado en los colores habituales de los principales partidos de apoyo.

## Partidos que apoyan
El gobierno es apoyado y la mayoría de sus miembros son proporcionados por los partidos siguientes:
| Partido | Partido                                               | Partido                                               | Partido                                               | Posición             | Ideología principal                          | Líder                               |
| ------- | ----------------------------------------------------- | ----------------------------------------------------- | ----------------------------------------------------- | -------------------- | -------------------------------------------- | ----------------------------------- |
|         | Movimiento 5 Estrellas (M5S)                          | Movimiento 5 Estrellas (M5S)                          | Movimiento 5 Estrellas (M5S)                          | Partido atrapalotodo | Populismo                                    | Luigi Di Maio Vito Crimi (interino) |
|         | Partido Democrático (PD)                              | Partido Democrático (PD)                              | Partido Democrático (PD)                              | Centroizquierda      | Socialdemocracia                             | Nicola Zingaretti                   |
|         | Italia Viva (IV)                                      | Italia Viva (IV)                                      | Italia Viva (IV)                                      | Centro               | Liberalismo                                  | Matteo Renzi                        |
|         | Libres e Iguales (LeU)                                |                                                       |                                                       |                      |                                              |                                     |
|         | Artículo Uno (Art.1)                                  | Izquierda                                             | Socialdemocracia                                      | Roberto Speranza     |                                              |                                     |
|         | Izquierda Italiana (SI)                               | Izquierda                                             | Socialismo democrático                                | Claudio Grassi       |                                              |                                     |
|         | Movimiento Asociativo Italianos en el Exterior (MAIE) | Movimiento Asociativo Italianos en el Exterior (MAIE) | Movimiento Asociativo Italianos en el Exterior (MAIE) | Centro               | Representación de italianos en el extranjero | Ricardo Merlo                       |

1. ↑  Hasta el 22 de enero de 2020
2. ↑  Desde el 18 de septiembre de 2019

A eso, se añade el apoyo exterior de otros partidos:
- Partido Socialista Italiano
- Centro Democrático
- Partido Popular Sudtirolés
- Partido Autonomista Trentino Tirolés
- Italia en Común
- Sicilia Futura
- Unión Valdostana
- Democracia Solidaria
- Centristas por Europa
- Moderados

## Historia

### Antecedentes

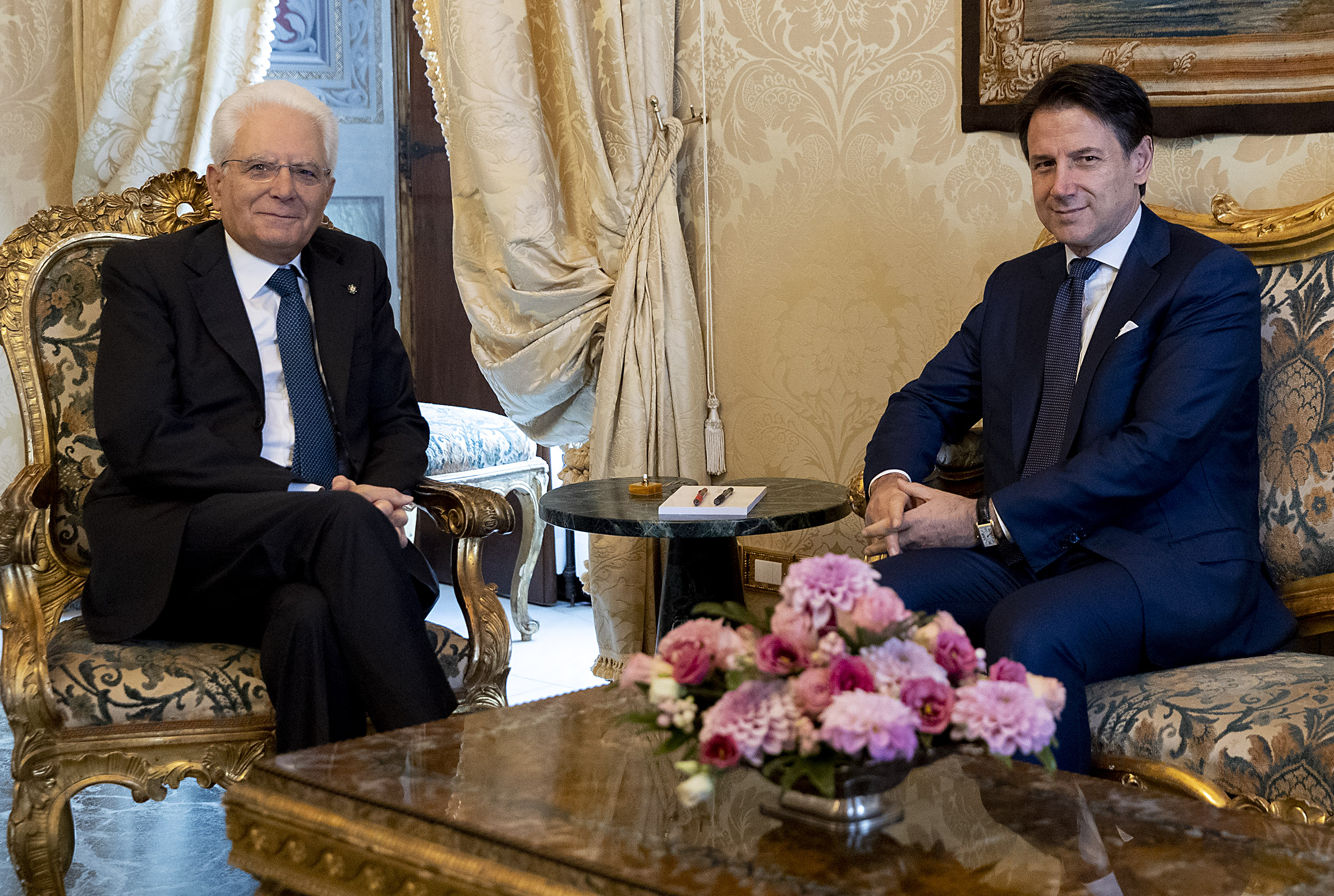
Conte con el presidente Sergio Mattarella en el Palacio del Quirinal en agosto de 2019

Después de las elecciones generales de 2018, el Movimiento 5 Estrellas (M5S), que había salido primero en las elecciones, y la Liga acordaron formar un gobierno de coalición dirigido por Giuseppe Conte, el Gobierno Conte I.
En agosto de 2019, Matteo Salvini, vice primer ministro y líder de la Liga, anunció una moción de censura contra el gobierno, luego de crecientes tensiones dentro de la mayoría. La medida de Salvini se produjo justo después de una votación en el Senado sobre el avance de la línea de alta velocidad Turín–Lyon, en la que la Liga, junto con los principales partidos de oposición, votó en contra de un intento del M5S de bloquear las obras. Muchos analistas políticos creen que la moción de censura fue un intento de forzar elecciones anticipadas para mejorar la posición de su partido en el Parlamento, debido a su creciente apoyo en las encuestas de opinión, asegurando que Salvini pudiera convertirse en el próximo primer ministro. El 20 de agosto, tras el debate parlamentario en el que Conte acusó duramente a Salvini de ser un oportunista político que "había desencadenado la crisis política sólo para atender sus intereses personales", el primer ministro presentó su renuncia al presidente Sergio Mattarella.

### Formación de gobierno
El 21 de agosto, Mattarella inició consultas con grupos parlamentarios. El mismo día, la junta nacional del Partido Democrático (PD) se abrió oficial y unánimemente a la perspectiva de un gobierno con el M5S, basado en el europeísmo, la economía verde, el desarrollo sostenible, la lucha contra la desigualdad económica y una nueva política de inmigración. Sin embargo, las conversaciones con el presidente Mattarella tuvieron un resultado poco claro; así, Mattarella anunció una segunda ronda de consultas para el 27 o 28 de agosto.
Se iniciaron las negociaciones entre PD y M5S, mientras que Libres e Iguales (LeU), un grupo parlamentario de izquierda, también anunció su apoyo. El 28 de agosto, el líder del PD, Nicola Zingaretti, anunció en el Palacio del Quirinal su posición favorable sobre la formación de un nuevo gobierno con Cinco Estrellas con Conte a la cabeza. El mismo día, Mattarella convocó a Conte al Palacio del Quirinal para el 29 de agosto para encomendarle la tarea de formar un nuevo gobierno. El 3 de septiembre, los miembros de M5S votaron a través de la llamada "Plataforma Rousseau" a favor de un acuerdo con el PD, con el primer ministro Conte, con más del 79% de los votos de casi 80.000 votantes. El 4 de septiembre Conte anunció a los ministros de su nuevo gabinete, que prestaron juramento en el Palacio del Quirinal al día siguiente.

### Votos de investidura
El 9 de septiembre de 2019, la Cámara de Diputados otorgó la confianza al gobierno con 343 votos a favor, 263 en contra y 3 abstenciones. Al día siguiente, el Senado le otorgó la confianza, con 169 a favor, 133 en contra y 5 abstenciones.
| 9–10 de septiembre de 2019 Votos de investidura para el Segundo Gobierno Conte | 9–10 de septiembre de 2019 Votos de investidura para el Segundo Gobierno Conte | 9–10 de septiembre de 2019 Votos de investidura para el Segundo Gobierno Conte | 9–10 de septiembre de 2019 Votos de investidura para el Segundo Gobierno Conte |
| Parlamento                                                                     | Voto                                                                           | Partidos                                                                       | Votos                                                                          |
| ------------------------------------------------------------------------------ | ------------------------------------------------------------------------------ | ------------------------------------------------------------------------------ | ------------------------------------------------------------------------------ |
| Cámara de Diputados (Voting: 609 de 630, Mayoría: 304)                         | Sí                                                                             | M5S (208), PD (109), LeU (14), CP–AP–PSI–AC (4), +Eu-CD (3), Otros (5)         | 343/609                                                                        |
| Cámara de Diputados (Voting: 609 de 630, Mayoría: 304)                         | No                                                                             | Liga (121), FI (95), FdI (33), NcI–USEI (4), Otros (10)                        | 263/609                                                                        |
| Cámara de Diputados (Voting: 609 de 630, Mayoría: 304)                         | Abstención                                                                     | SVP-PATT (3)                                                                   | 3/609                                                                          |
| Senado de la República (Voting: 307 de 321, Mayoría: 152)                      | Sí                                                                             | M5S (104), PD (49), Aut (4), LeU (4), Otros (8)                                | 169/307                                                                        |
| Senado de la República (Voting: 307 de 321, Mayoría: 152)                      | No                                                                             | Liga (57), FI (56), FdI (18), +Eu (1), Otros (1)                               | 133/307                                                                        |
| Senado de la República (Voting: 307 de 321, Mayoría: 152)                      | Abstención                                                                     | Aut (3), M5S (1), PD (1)                                                       | 5/307                                                                          |

1. ↑  Ausentes (16): FI (4), Lega (3), M5S (3), PD (2), FdI (1), Otros (3)
En baja institucional (4): M5S (4)
2. ↑  Ausentes (8): FI (5), M5S (1), Otros (2)
En baja institucional (5): M5S (1), PD (1), Lega (1), Aut (1), Otros (1)
Presidente (1)

### Crisis de Italia Viva y M5S
En septiembre de 2019, el ex primer ministro Matteo Renzi lideró una escisión del PD y formó un partido llamado Italia Viva. El nuevo partido tenía dos ministras (Teresa Bellanova y Elena Bonetti) y una subsecretaria, y mantuvo su apoyo al gobierno Conte II.
En diciembre de 2019, el ministro de Educación e Investigación, Lorenzo Fioramonti, dimitió tras desacuerdos con el resto del gabinete respecto al proyecto de ley de presupuesto 2020 recientemente aprobado. Fioramonti consideró insuficiente la parte de los fondos dedicados a la educación y la investigación. Para la designación del nuevo ministro, el primer ministro Conte decidió dividir el Ministerio de Educación, Universidad e Investigación en dos. El Ministerio de Educación Pública fue para la exsubsecretaria Lucia Azzolina (M5S), mientras que el Ministerio de Universidad e Investigación fue para el decano de la Universidad de Nápoles Federico II, Gaetano Manfredi (Ind).
En enero de 2020, el Movimiento 5 Estrellas sufrió múltiples deserciones parlamentarias y una disminución considerable de popularidad con respecto a las elecciones de 2018. Luigi Di Maio renunció a su cargo de líder político de M5S, conservando su cargo de ministro de Relaciones Exteriores.

### Pandemia de coronavirus
En febrero de 2020, se confirmó que la pandemia de COVID-19 se había extendido a las regiones del norte de Italia. En pocas semanas se extendió al resto del país, con mayor concentración de casos en las regiones de Lombardía, Emilia-Romaña, Piamonte y Véneto. El gobierno enfrentó la posterior crisis de salud imponiendo gradualmente medidas más estrictas de distanciamiento social y cuarentena, hasta que finalmente el 9 de marzo estableció un cierre nacional, restringiendo la circulación de personas excepto por razones de necesidad, salud o trabajo.

## Análisis partidario

### Principio del mandato

#### Ministros
| - Movimiento 5 Estrellas | 9 |
| - Partido Democrático    | 9 |
| - Libres e Iguales       | 1 |
| - Independientes         | 3 |

#### Ministros y otros miembros
- Movimiento 5 Estrellas (M5S): 9 ministros, 6 viceministros, 16 subsecretarios
- Partido Democrático (PD): 9 ministros, 4 viceministros, 14 subsecretarios
- Libres e Iguales (LeU): 1 ministro, 2 subsecretarios
  - Artículo Uno (Art.1): 1 ministro, 1 subsecretario
  - Izquierda Italiana (SI): 1 subsecretario
- Movimiento Asociativo Italianos en el Exterior (MAIE): 1 subsecretario
- Independientes: Primer ministro, 2 ministros

### Actual

#### Ministros
| - Movimiento 5 Estrellas | 9 |
| - Partido Democrático    | 7 |
| - Italia Viva            | 2 |
| - Libres e Iguales       | 1 |
| - Independientes         | 4 |

#### Ministros y otros miembros
- Movimiento 5 Estrellas (M5S): 9 ministros, 6 viceministros, 15 subsecretarios
- Partido Democrático (PD): 7 ministros, 4 viceministros, 13 subsecretarios
- Italia Viva (IV): 2 ministros, 1 subsecretario
- Libres e Iguales (LeU): 1 ministro, 2 subsecretarios
  - Artículo Uno (Art.1): 1 ministro, 1 subsecretario
  - Izquierda Italiana (SI): 1 subsecretario
- Movimiento Asociativo Italianos en el Exterior (MAIE): 1 subsecretario
- Independientes: Primer ministro, 3 ministros

## Análisis geográfico

### Principio del mandato
- Norte de Italia: 8 ministros
  - Emilia-Romaña: 2 ministros
  - Friuli-Venecia Julia: 1 ministro
  - Lombardía: 2 ministros
  - Piamonte: 2 ministros
  - Véneto: 1 ministro
- Italia central: 2 ministros
  - Lacio: 2 ministros

Un mapa de coropletas que muestra el número de ministros de cada región.

- Sur e Italia insular: 12 ministros (incluido Conte)
  - Apulia: 3 ministros (incluido Conte)
  - Basilicata: 2 ministros
  - Campania: 4 ministros
  - Sicilia: 3 ministros

### Actual
- Norte de Italia: 8 ministros
  - Emilia-Romaña: 2 ministros
  - Friuli-Venecia Julia: 1 ministro
  - Lombardía: 2 ministros
  - Piamonte: 2 ministros
  - Véneto: 1 ministro
- Italia central: 1 ministro
  - Lacio: 1 ministro
- Sur e Italia insular: 14 ministros (incluido Conte)
  - Apulia: 3 ministros (incluido Conte)
  - Basilicata: 2 ministros
  - Campania: 5 ministros
  - Sicilia: 4 ministros

## Consejo de Ministros
El Consejo de Ministros está compuesto por los siguientes miembros:
| Cargo                                                   | Nombre                                         | Partido | Partido                           | Período   |
| ------------------------------------------------------- | ---------------------------------------------- | ------- | --------------------------------- | --------- |
|                                                         |                                                |         |                                   |           |
| Presidente del Consejo de Ministros                     | Giuseppe Conte                                 |         | Independiente                     | 2019–2021 |
|                                                         |                                                |         |                                   |           |
| Ministro de Asuntos Exteriores                          | Luigi Di Maio                                  |         | Movimiento 5 Estrellas            | 2019–2021 |
| Ministra del Interior                                   | Luciana Lamorgese                              |         | Independiente                     | 2019–2021 |
| Ministro de Justicia                                    | Alfonso Bonafede                               |         | Movimiento 5 Estrellas            | 2019–2021 |
| Ministro de Defensa                                     | Lorenzo Guerini                                |         | Partido Democrático               | 2019–2021 |
| Ministro de Economía y Finanzas                         | Roberto Gualtieri                              |         | Partido Democrático               | 2019–2021 |
| Ministro de Desarrollo Económico                        | Stefano Patuanelli                             |         | Movimiento 5 Estrellas            | 2019–2021 |
| Ministra de Agricultura                                 | Teresa Bellanova                               |         | Partido Democrático / Italia Viva | 2019–2021 |
| Ministro del Ambiente                                   | Sergio Costa                                   |         | Independiente                     | 2019–2021 |
| Ministra de Infraestructura y Transporte                | Paola De Micheli                               |         | Partido Democrático               | 2019–2021 |
| Ministra de Trabajo y Políticas Sociales                | Nunzia Catalfo                                 |         | Movimiento 5 Estrellas            | 2019–2021 |
| Ministro de Educación, Universidad e Investigación      | Lorenzo Fioramonti                             |         | Movimiento 5 Estrellas            | 2019      |
| Ministro de Educación, Universidad e Investigación      | Lucia Azzolina (Educación Pública)             |         | Movimiento 5 Estrellas            | 2020–2021 |
| Ministro de Educación, Universidad e Investigación      | Gaetano Manfredi (Universidad e Investigación) |         | Independiente                     | 2020–2021 |
| Ministro de Patrimonio Cultural y Actividades           | Dario Franceschini                             |         | Partido Democrático               | 2019–2021 |
| Ministro de Salud                                       | Roberto Speranza                               |         | Libres e Iguales (Art.1)          | 2019–2021 |
|                                                         |                                                |         |                                   |           |
| Ministro para las Relaciones Parlamentarias             | Federico D'Incà                                |         | Movimiento 5 Estrellas            | 2019–2021 |
| Ministra de Administración Pública                      | Fabiana Dadone                                 |         | Movimiento 5 Estrellas            | 2019–2021 |
| Ministro de Asuntos Regionales                          | Francesco Boccia                               |         | Partido Democrático               | 2019–2021 |
| Ministro para el Sur                                    | Giuseppe Provenzano                            |         | Partido Democrático               | 2019–2021 |
| Ministra para la Familia y la Igualdad de Oportunidades | Elena Bonetti                                  |         | Partido Democrático / Italia Viva | 2019–2021 |
| Ministro de Asuntos Europeos                            | Vincenzo Amendola                              |         | Partido Democrático               | 2019–2021 |
| Ministro de Deportes y Políticas de Juventud            | Vincenzo Spadafora                             |         | Movimiento 5 Estrellas            | 2019–2021 |
| Ministra para la Innovación Tecnológica                 | Paola Pisano                                   |         | Movimiento 5 Estrellas            | 2019–2021 |
|                                                         |                                                |         |                                   |           |
| Secretario del Consejo de Ministros                     | Riccardo Fraccaro                              |         | Movimiento 5 Estrellas            | 2019–2021 |

1. ↑  Propuesto por el Movimiento 5 Estrellas.

## Composición del Gobierno
| Retrato | Cargo                                                                 | Nombre                    | Período                                           | Partido | Partido                                                             | Viceministros Subsecretarios |
| ------- | --------------------------------------------------------------------- | ------------------------- | ------------------------------------------------- | ------- | ------------------------------------------------------------------- | --- |
|         | Presidente del Consejo de Ministros                                   | Giuseppe Conte            | 5 de septiembre de 2019 – 13 de febrero de 2021   |         | Independiente                                                       | Subsecretarios: Riccardo Fraccaro (M5S) Mario Turco (M5S) Andrea Martella (PD) |
|         |                                                                       |                           |                                                   |         |                                                                     | |
|         | Ministro de Asuntos Exteriores                                        | Luigi Di Maio             | 5 de septiembre de 2019 – 13 de febrero de 2021   |         | Movimiento 5 Estrellas                                              | Viceministros: Emanuela Del Re (M5S) Marina Sereni (PD) Subsecretarios: Manlio Di Stefano (M5S) Ivan Scalfarotto (IV) Ricardo Merlo (MAIE)                                                       |
|         | Ministra del Interior                                                 | Luciana Lamorgese         | 5 de septiembre de 2019 – 13 de febrero de 2021   |         | Independiente                                                       | Viceministros: Vito Crimi (M5S) Matteo Mauri (PD) Subsecretarios: Carlo Sibilia (M5S) Achille Variati (PD)                                                                                       |
|         | Ministro de Justicia                                                  | Alfonso Bonafede          | 5 de septiembre de 2019 – 13 de febrero de 2021   |         | Movimiento 5 Estrellas                                              | Subsecretarios: Vittorio Ferraresi (M5S) Andrea Giorgis (PD) |
|         | Ministro de Defensa                                                   | Lorenzo Guerini           | 5 de septiembre de 2019 – 13 de febrero de 2021   |         | Partido Democrático                                                 | Subsecretarios: Angelo Tofalo (M5S) Giulio Calvisi (PD) |
|         | Ministro de Economía y Finanzas                                       | Roberto Gualtieri         | 5 de septiembre de 2019 – 13 de febrero de 2021   |         | Partido Democrático                                                 | Viceministros: Laura Castelli (M5S) Antonio Misiani (PD) Subsecretarios: Alessio Villarosa (M5S) Pierpaolo Baretta (PD) Maria Cecilia Guerra (LeU/Art.1)                                         |
|         | Ministro de Desarrollo Económico                                      | Stefano Patuanelli        | 5 de septiembre de 2019 – 13 de febrero de 2021   |         | Movimiento 5 Estrellas                                              | Viceministro: Stefano Buffagni (M5S) Subsecretarios: Alessandra Todde (M5S) Mirella Liuzzi (M5S) Gian Paolo Manzella (PD) Alessia Morani (PD)                                                    |
|         | Ministra de Agricultura                                               | Teresa Bellanova          | 5 de septiembre de 2019 – 13 de febrero de 2021   |         | Italia Viva Antes del 18 de septiembre de 2019: Partido Democrático | Subsecretario: Giuseppe L'Abbate (M5S) |
|         | Ministro del Ambiente                                                 | Sergio Costa              | 5 de septiembre de 2019 – 13 de febrero de 2021   |         | Independiente                                                       | Subsecretario: Roberto Morassut (PD) |
|         | Ministra de Infraestructura y Transporte                              | Paola De Micheli          | 5 de septiembre de 2019 – 13 de febrero de 2021   |         | Partido Democrático                                                 | Viceministro: Giancarlo Cancelleri (M5S) Subsecretarios: Roberto Traversi (M5S) Salvatore Margiotta (PD)                                                                                         |
|         | Ministra de Trabajo y Políticas Sociales                              | Nunzia Catalfo            | 5 de septiembre de 2019 – 13 de febrero de 2021   |         | Movimiento 5 Estrellas                                              | Subsecretarios: Stanislao Di Piazza (M5S) Francesca Puglisi (PD) |
|         | Ministro de Educación, Universidad e Investigación                    | Lorenzo Fioramonti        | 5 de septiembre de 2019 – 30 de diciembre de 2019 |         | Movimiento 5 Estrellas                                              | Viceministro: Anna Ascani (PD) (Hasta el 10 de enero de 2020) Subsecretarios: Lucia Azzolina (M5S) (Hasta el 10 de enero de 2020) Giuseppe De Cristofaro (LeU/SI) (Hasta el 10 de enero de 2020) |
|         | Ministro de Educación, Universidad e Investigación                    | Giuseppe Conte (interino) | 30 de diciembre de 2019 – 10 de enero de 2020     |         | Independiente                                                       | Viceministro: Anna Ascani (PD) (Hasta el 10 de enero de 2020) Subsecretarios: Lucia Azzolina (M5S) (Hasta el 10 de enero de 2020) Giuseppe De Cristofaro (LeU/SI) (Hasta el 10 de enero de 2020) |
|         | Ministra de Educación Pública                                         | Lucia Azzolina            | 10 de enero de 2020 – 13 de febrero de 2021       |         | Movimiento 5 Estrellas                                              | Viceministro: Anna Ascani (PD) Subsecretario: Giuseppe De Cristofaro (LeU/SI) |
|         | Ministro de Universidad e Investigación                               | Gaetano Manfredi          | 10 de enero de 2020 – 13 de febrero de 2021       |         | Independiente                                                       | |
|         | Ministro de Patrimonio Cultural, Actividades y Turismo                | Dario Franceschini        | 5 de septiembre de 2019 – 13 de febrero de 2021   |         | Partido Democrático                                                 | Subsecretarios: Anna Laura Orrico (M5S) Lorenza Bonaccorsi (PD) |
|         | Ministro de Salud                                                     | Roberto Speranza          | 5 de septiembre de 2019 – 13 de febrero de 2021   |         | Libres e Iguales (Artículo Uno)                                     | Viceministro: Pierpaolo Sileri (M5S) Subsecretario: Sandra Zampa (PD) |
|         |                                                                       |                           |                                                   |         |                                                                     | |
|         | Ministro para las Relaciones Parlamentarias (sin cartera)             | Federico D'Incà           | 5 de septiembre de 2019 – 13 de febrero de 2021   |         | Movimiento 5 Estrellas                                              | Subsecretarios: Gianluca Castaldi (M5S) Simona Malpezzi (PD) |
|         | Ministra de Administración Pública (sin cartera)                      | Fabiana Dadone            | 5 de septiembre de 2019 – 13 de febrero de 2021   |         | Movimiento 5 Estrellas                                              | |
|         | Ministro de Asuntos Regionales (sin cartera)                          | Francesco Boccia          | 5 de septiembre de 2019 – 13 de febrero de 2021   |         | Partido Democrático                                                 | |
|         | Ministro para el Sur (sin cartera)                                    | Giuseppe Provenzano       | 5 de septiembre de 2019 – 13 de febrero de 2021   |         | Partido Democrático                                                 | |
|         | Ministra para la Familia y la Igualdad de Oportunidades (sin cartera) | Elena Bonetti             | 5 de septiembre de 2019 – 13 de febrero de 2021   |         | Italia Viva Antes del 18 de septiembre de 2019: Partido Democrático | |
|         | Ministro de Asuntos Europeos (sin cartera)                            | Vincenzo Amendola         | 5 de septiembre de 2019 – 13 de febrero de 2021   |         | Partido Democrático                                                 | Subsecretario: Laura Agea (M5S) |
|         | Ministro de Deportes y Políticas de Juventud (sin cartera)            | Vincenzo Spadafora        | 5 de septiembre de 2019 – 13 de febrero de 2021   |         | Movimiento 5 Estrellas                                              | |
|         | Ministra para la Innovación Tecnológica (sin cartera)                 | Paola Pisano              | 5 de septiembre de 2019 – 13 de febrero de 2021   |         | Movimiento 5 Estrellas                                              | |
|         |                                                                       |                           |                                                   |         |                                                                     | |
|         | Secretario del Consejo de Ministros                                   | Riccardo Fraccaro         | 5 de septiembre de 2019 – 13 de febrero de 2021   |         | Movimiento 5 Estrellas                                              | — |

1. 1 2 3  El 28 de diciembre de 2019, tras la renuncia del exministro de Educación, Universidad e Investigación, Lorenzo Fioramonti, el primer ministro dividió el Ministerio en un Ministerio de Educación Pública y un Ministerio de Universidad e Investigación.
2. ↑  Fioramonti renunció después de desacuerdos sobre el proyecto de ley de presupuestos 2020. Según Fioramonti, el proyecto de ley aprobado asignó fondos insuficientes para la educación y la investigación.